# Mórfi
Mórfi är en ort i Grekland.   Den ligger i prefekturen Thesprotia och regionen Epirus, i den västra delen av landet, 300 km nordväst om huvudstaden Aten. Mórfi ligger 177 meter över havet och antalet invånare är 348.
Terrängen runt Mórfi är kuperad. Runt Mórfi är det ganska glesbefolkat, med 36 invånare per kvadratkilometer. Närmaste större samhälle är Parga, 7,7 km väster om Mórfi. Trakten runt Mórfi består till största delen av jordbruksmark.